# Daniela Denby-Ashe
Daniela Denby-Ashe (n. 9 august 1978, Londra) este o actriță britanică.

## Viațǎ
Daniela Denby-Ashe s-a născut la Londra în 1978. Are un frate cu 2 ani mai tânăr. Denby-Ashe are origini exclusiv poloneze. Tatăl său, Mirosław Pszkit, s-a născut în Polonia și a venit în Anglia la vârsta de 12 ani. Mama Danielei s-a născut în Anglia, dar a fost crescută în Franța de părinții săi polonezi. Din această cauză, Denby-Ashe știe fluent franceză și poloneză și de asemenea engleză. Când părinții săi s-au căsătorit au folosit cartea de telefoane pentru a găsi un nume englezesc potrivit, deoarece majoritatea localnicior nu au vrut să învețe să pronunțe Pszkit. Unul dintre ei a găsit numele "Denby", celălalt "Ashe" și întrucât nu puteau decide pe care să-l aleagă au hotărât să le folosească pe amândouă.
Denby-Ashe a practicat baletul de la vârsta de 2 ani și jumătate la care a renunțat în urma unei boli rare de sânge și de la 10 la 16 ani a mers la o școală de teatru. La începutul carierei sale a apărut în reclame TV și a jucat rolul fiicei lui Saffy în episodul Absolutely Fabulous, în 1995. Alte apariții includ The Bill și serialul TV de comedie Desmond's (Channel 4).

## Carieră
Daniela Denby-Ashe și-a făcut prima apariție pe ecrane într-o reclamă pentru KP Skips ("All that fizzin' and meltin'"), care a condus-o mai târziu la marele său succes din 1995, când a primit rolul lui Sarah Hills din EastEnders. A jucat acest personaj până în 1999. În următorul an, a primit rolul lui Janey Harper din serialul TV de comedie numit My Family. Denby-Ashe a luat o pauză în 2003 în ce privește a patra serie (fourth series) din My Family, dar s-a întors la acest rol în 2004.
În 2004, a jucat rolul principal ca Margaret Hale în drama BBC North and South, în 2006 a jucat rolul lui Mary în Torchwood, episodul Greeks Bearing Gifts. Daniela a mai jucat în Is Harry on the Boat?, Office Gossip, Rescue Me și The Afternoon Play. În 2005, a apărut în comedia Radio 4, Ring Around the Bath. Denby-Ashe a jucat teatru la Yvonne Arnaud Theatre și Criterion Theatre, Londra în The Countess și în Motortown la Royal Court Jerwood Theatre.
În 2007, Denby-Ashe a jucat rolul secretarei lui Robert Maxwell, în Maxwell, o dramă BBC despre viața lui.

## Filmografie
| An      | Titlu                 | Rol                  | Note                             |
| ------- | --------------------- | -------------------- | -------------------------------- |
| 1992    | Desmond's             | Jackie               | Episodul: "Growing Pains"        |
| 1992    | Kevin and Co          | Sophie Coe           | 6 episoade                       |
| 1993    | The Bill              | Joanne Jameson       | Episodul: "In Safe Hands"        |
| 1994    | The Bill              | Debbie Higgins       | Episodul: "Gone Away"            |
| 1995    | The Bill              | Deirdre Jackson      | Episodul: "Powerless"            |
| 1995    | Absolutely Fabulous   | Victoria             | Episodul: "The End"              |
| 1995–99 | EastEnders            | Sarah Hills          | 276 de episoade                  |
| 1999    | Molly                 | Mary                 | Film                             |
| 2000    | Fish                  | Jess Taylor          | 6 episoade                       |
| 2000–11 | My Family             | Janey Harper         | 94 de episoade                   |
| 2001    | Is Harry on the Boat? | Lorraine             | Film                             |
| 2001    | Office Gossip         | Cheryl               | 6 episoade                       |
| 2002    | Rescue Me             | Julie Carter         | Episodul: "Gone Away"            |
| 2003    | The Afternoon Play    | Kate                 | Episodul: "Girls' Weekend"       |
| 2004    | North & South         | Margaret Hale        | Toate episoadele                 |
| 2006    | The Family Man        | Kelly                | Movie                            |
| 2006    | Torchwood             | Mary                 | Episodul: "Greeks Bearing Gifts" |
| 2007    | Maxwell               | Andrea Martin        | Film                             |
| 2008    | Crooked House         | Hannah               | 2 episoade                       |
| 2010    | Midsomer Murders      | Camilla Farquaharson | Episodul: "The Noble Art"        |
| 2012–13 | Waterloo Road         | Lorraine Donnegan    | 32 de episoade                   |